# 클라데네츠
클라데네츠(러시아어: Меч-Кладенец)는 슬라브 신화에 등장하는 영웅들인 보가티르들이 사용하는 전설의 검이다. 이반 왕자, 일리야 무로메츠 등이 대표적인 클라데네츠의 사용자로, 보가티르들은 이 클라데네츠로 마왕 코셰이나 악룡 즈메이 같은 악당들을 물리쳤다고 하며, 4.8톤 정도의 무게를 지닌 대검으로 묘사되기도 한다.

## 같이 보기
- 쿠사나기의 검